# Radio Manila
Radio Manila è un'emittente radiofonica torinese.

## Storia
L'emittente nacque nel 1976 a Torino per iniziativa di Umberto Clivio sulla frequenza 98.600 MHz e, successivamente, fu riposizionata a 98.500 MHz.
Per un breve periodo ad inizio anni '80 fu attiva anche la seconda rete di Radio Manila, sulla frequenza dei 103.700 MHz, e in quel lasso di tempo le due emittenti assunsero il nome di "Idea Manila radio prima rete" e "Idea Manila radio seconda rete".
Sulla seconda rete nel 1983 nacque la formula "Juke box" in cui l'ascoltatore telefonava in diretta richiedendo la sua canzone preferita, che veniva subito trasmessa. 
Il Juke box sulla seconda rete iniziava in diretta alle 8 del mattino e terminava alle 24 ed ebbe tale successo che fu esportata sulla prima rete della radio, sebbene all'inizio alternata agli altri programmi.
Grazie alla sinergia fra Umberto Clivio e Franco Marmello (già editore di TV Commerciale) nacque poi l'emittente televisiva Rete Manila 1, nella quale esordirà Piero Chiambretti.
Nel 1988 Radio Manila viene rilevata dal gruppo di Radio Centro 95.
Dal 2007 Radio Manila, dopo essere passata all'interno del gruppo Radio Settimo, ha ripreso le trasmissioni in diretta (interrotte all'inizio del nuovo millennio) tornando al formato disco-richiesta che l'aveva portata al primo posto dei rilevamenti Audiradio nel corso degli anni.
Il nuovo palinsesto prevede il "Manilabox" (programma di richieste in diretta) dal lunedì al venerdì e durante gli orari in cui non è disponibile la diretta, il sabato e i giorni festivi, è disponibile un sistema automatico computerizzato che permette comunque la richiesta dei brani tramite SMS.
Da aprile 2020 l'acquisizione della frequenza 88.9 dal Mottarone, già di Radio Onda Novara, ha permesso a Radio Manila di essere ricevibile in FM in gran parte del Piemonte orientale e parte della Lombardia, fin quasi alle porte di Milano.
Dal 6 febbraio 2023, l'emittente è sbarcata in FM nel Ponente Ligure, e in particolare a Sanremo, dove è possibile ascoltarla sui 96.5 MHz.

### Sede e assetto societario
Gli studi, originariamente situati a Torino, sono stati poi trasferiti ad Alpignano.

## Programmi

### Attualmente in onda
- ManilaBox Breakfast con Alis D'Amico
- ManilaBox Brunch con Roberta Mucchi
- ManilaBox Banana Time con Davide Pomponi
- ManilaBox Happy Hour con Devis Maidò (anche direttore della testata giornalistica)
- ManilaBox Happy Hour con Federico Sartore (martedì e giovedì)
- ManilaBox Happy Time con Mariella Vitale
- ManilaBox In The Night con Sergio Melito
- ManilaBox con La Signorina Manila 9001